# Vernāg
Vernāg är en ort i Indien.   Den ligger i distriktet Anantnāg och unionsterritoriet Jammu och Kashmir, i den norra delen av landet, 600 km norr om huvudstaden New Delhi. Vernāg ligger 1 868 meter över havet och antalet invånare är 16 727.
Terrängen runt Vernāg är varierad. Runt Vernāg är det tätbefolkat, med 383 invånare per kvadratkilometer. Vernāg är det största samhället i trakten. I omgivningarna runt Vernāg växer i huvudsak barrskog.